# Sri Lanka ai Giochi della XXVII Olimpiade
Lo Sri Lanka parteciparono ai Giochi della XXVII Olimpiade, svoltisi a Sydney, Australia, dal 15 settembre al 1º ottobre 2000, con una delegazione di 18 atleti impegnati in quattro discipline.